# 普拉莱
普拉莱（法語：Praslay，法語發音：[pʁalɛ]）是法国上马恩省的一个市镇，属于朗格勒区。

## 地理
普拉莱（47°44'25"N, 5°6'18"E）面积11.28 平方千米，位于法国大東部大區上马恩省，该省份为法国东北部内陆省份，北起马恩省和默兹省，西接奥布省，西南接科多尔省，东南接上索恩省，东临孚日省。
与普拉莱接壤的市镇（或旧市镇、城区）包括：欧布里沃、瓦尔代蒂莱、瓦扬、维韦。

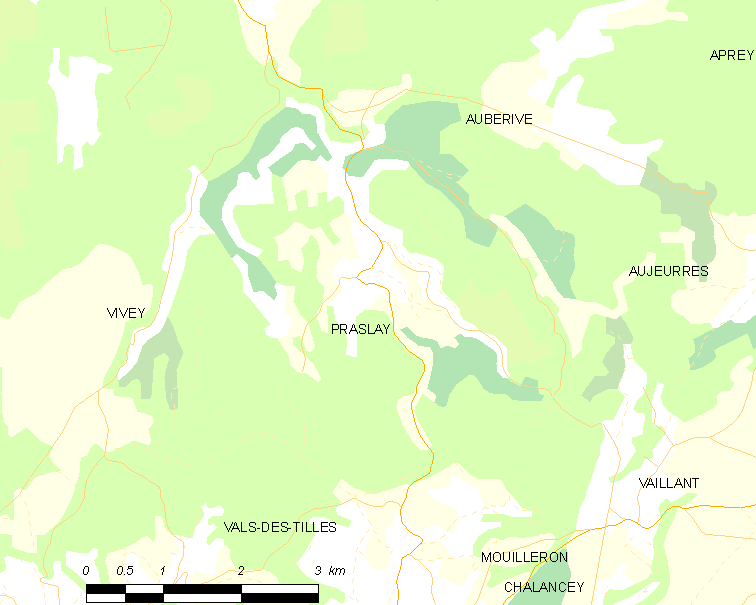
普拉莱的OSM定位图

普拉莱的时区为UTC+01:00、UTC+02:00（夏令时）。

## 行政
普拉莱的邮政编码为52160，INSEE市镇编码为52403。

## 政治
普拉莱所属的省级选区为维勒居西安勒拉克县。

## 人口

1962-2008年间普拉莱人口变化图示

普拉莱于2022年1月1日时的人口数量为82人。